# شور زندگی (فیلم ۱۳۷۷)
شور زندگی فیلمی به کارگردانی فریال بهزاد و نویسندگی فرزانه شبانی محصول سال ۱۳۷۷ است. دراین فیلم نیاز با پدرش زندگی می‌کند و مادرش برای تحصیل به خارج از کشور رفته و پس از سالها مادرش به وطن برمیگردد…الله اعلم

## بازیگران
- داریوش ارجمند
- مهرانه مهین‌ترابی
- فرهاد جم
- زهرا اویسی
- رؤیا خلیلی
- فخرالدین صدیق‌شریف
- آرش تاج تهرانی
- زهره صفوی
- سعید ولی‌زاده
- محبوبه اخی
- عصمت عسگری
- مهسا عباسی
- الهام سینایی
- پریسا اولیایی
- لیلا یاوری
- زهره تقی‌زاده
- آرزو محمودی
- معصومه پورکاظمی
- فاطمه عباسی‌پور